# Mirosław Czekaj
Mirosław Czekaj (ur. 1963) – polski ekonomista, biegły rewident. Od 2024 prezes zarządu Banku Gospodarstwa Krajowego.

## Życiorys
W 1988 został absolwentem Wydziału Nauk Ekonomicznych Uniwersytetu Mikołaja Kopernika w Toruniu. W 1998 ukończył studium doktoranckie na Wydziale Nauk Ekonomicznych i Zarządzania Uniwersytetu Szczecińskiego, uzyskując w 2000 stopień doktora nauk ekonomicznych. Adiunkt w Kolegium Nauk o Przedsiębiorstwie Szkoły Głównej Handlowej w Warszawie. Od 1992 biegły rewident.
W latach 1992–2004 skarbnik miasta Szczecina. W latach 2007–2024 skarbnik miasta Warszawy.
W latach 2004–2006 wiceprezes zarządu, a od 2024 prezes zarządu Banku Gospodarstwa Krajowego.
Członek i przewodniczący wielu rad nadzorczych, m.in. Pomorskiego Banku Kredytowego w Szczecinie (1996–1997), Powszechnej Kasy Oszczędności Bank Polski (2009–2016), Miejskich Zakładów Autobusowych w Warszawie, Metra Warszawskiego, Miejskiego Przedsiębiorstwa Taksówkowego oraz Narodowego Funduszu Ochrony Środowiska i Gospodarki Wodnej. Skarbnik Unii Metropolii Polskich.